# 希特里莱米讷
希特里莱米讷（法語：Chitry-les-Mines，法語發音：[ʃitʁi le min]）是法国涅夫勒省的一个市镇，属于克拉姆西区。

## 地理
希特里莱米讷（47°15'38"N, 3°39'7"E）面积6.19 平方千米，位于法国勃艮第-弗朗什-孔泰大區涅夫勒省，该省份为法国中部省份，北至约讷省，西北接卢瓦雷省，西接谢尔省，南至阿列省，东南接索恩-卢瓦尔省，东临科多尔省。
与希特里莱米讷接壤的市镇（或旧市镇、城区）包括：吕阿日、绍莫、科尔比尼、约讷河畔马里尼。

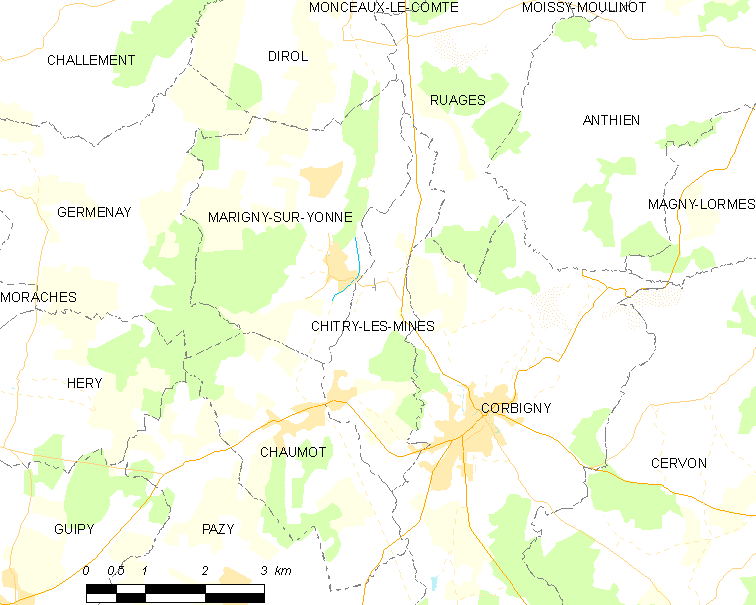
希特里莱米讷的OSM定位图

希特里莱米讷的时区为UTC+01:00、UTC+02:00（夏令时）。

## 行政
希特里莱米讷的邮政编码为58800，INSEE市镇编码为58075。

## 政治
希特里莱米讷所属的省级选区为科尔比尼县。

## 人口

1962-2008年间希特里莱米讷人口变化图示

希特里莱米讷于2022年1月1日时的人口数量为218人。